# Campagne du Trail of Blood on Ice
Batailles
Campagne du Trail of Blood on Ice
- Round Mountain
- Chusto-Talasah
- Chustenahlah

La campagne du Trail of Blood on Ice (chemin de sang sur la glace) est une campagne de décembre 1861 de la guerre de Sécession au cours de laquelle les Amérindiens pro-unionistes, commandés par le chef Opothleyahola, des Upper Creeks, se frayent un chemin vers le nord à partir du Territoire Indien (sous contrôle confédéré) jusqu'à Fort Row, au Kansas. Ils font face à des attaques continuelles des forces confédérées sous le commandement du colonel Douglas H. Cooper.

## Contexte
Avec la sécession des onze États du Sud en 1861, les deux camps, l'Union et la Confédération se disputent le contrôle du Territoire indien. Les vieilles rivalités tribales renaissent, certaines s'alignant sur le Nord et les autres sur le Sud.
Quand une force confédérée sous le commandement du colonel Douglas H. Cooper attaque les tribus unionistes dans le Territoire indien, le chef Upper Creek Opothleyahola résiste et dirige les Creeks et les Séminoles unionistes du comté de McIntosh, Oklahoma vers le nord jusqu'à Fort Row, au Kansas. Ces guerriers indiens combattent Cooper dans une série de batailles durant l'hiver 1861–62. Ils font retraite au Kansas lors un parcours très dur connu sous l'appellation du « chemin de sang sur la glace ».

## Bataille de Round Mountain
Le premier combat, la bataille de Round Mountain se déroule le 19 novembre 1861 près de Red Fork sur la rivière Arkansas. La véritable localisation fait l’objet de débats entre certains historiens qui la placent près de Keystone, alors que d'autres la situent près de Yale, Oklahoma. Les hommes de Cooper arrivent sur les lieux vers 16 heures. La cavalerie charge et découvre que les partisans d'Opothleyahola ont récemment abandonné leur camp. Les confédérés localisent et suivent les retardataires ; le 4th Texas bute sur les guerriers d'Opothleyahola à la limite des arbres au pied des Round Mountains. La réponse fédérale repousse la cavalerie confédérée vers la force principale de Cooper. L'obscurité empêche Cooper de contre-attaquer alors que la force principale de l'ennemi est à 50 mètres (60 yards). Après un court combat, les hommes d'Opothleyahola mettent le feu à la prairie et retraitent.

## Bataille de Chusto-Talasah
Le deuxième combat, la bataille de Chusto-Talasah aussi appelée « Caving Banks », se déroule le 9 décembre 1861 près de Sperry, Oklahoma. Pendant près de quatre heures, Cooper attaque et tente de déborder les fédéraux, les repoussant finalement vers l'est au-delà de Bird Creek juste avant la tombée de la nuit. Cooper établit un campement pour la nuit mais ne poursuit pas les fédéraux faute de munitions. Les confédérés se déclarent victorieux. Le chef Opothleyahola et sa bande se retirent pour chercher un lieu sûr autre part. Leurs pertes sont estimées par Cooper à 500 (certains chiffres suggèrent 412). Les pertes confédérées s'élèvent à 15 tués et 37 blessés.

## Bataille de Chustenahlah
Le troisième et dernier combat, la bataille de Chustenahlah se déroule le 26 décembre 1861 près de Skiatook, Oklahoma. Le colonel James M. McIntosh et le colonel Cooper planifient une attaque conjointe avec chacune de leurs colonnes sur le camp à partir de différentes directions. McIntosh quitte Fort Gibson le 22 décembre 1861, avec 1380 hommes. Le 25 décembre 1861, il est informé que la force de Cooper ne pourra pas se joindre à lui pendant un moment, mais il décide d'attaquer le jour suivant, bien qu'il soit en infériorité numérique et subisse une météo extrêmement froide. McIntosh lance l'assaut du camp à midi. Les 1700  défenseurs pro-unionistes sont isolés dans les taillis le long de la pente d'une colline accidentée. McIntosh conçoit un plan pour converger sur la crête, avec la South Kansas-Texas Cavalry (aussi appelée le 3rd Texas) il ordonne de charger directement à pied sur la falaise escarpée. Le 11th Texas avance sur la gauche utilisant un défilé pour se cacher pendant que le 6th Texas tourne sur la droite. Alors que l'attaque confédérée progresse, les Amérindiens commencent à se retirer, se mettant à couvert avant de se replier de nouveau. La retraite devient une déroute lorsque les fédéraux atteignent leur camp. Les Indiens tentent de marquer le pas à cet endroit mais sont une nouvelle fois repoussés vers 16 heures. Les survivants s'enfuient ; beaucoup font tout le chemin vers le Kansas où ils rejoignent les unionistes. 300 Cherokees sous le commandement du colonel Stand Watie interceptent les Creeks et les Séminoles qui fuient, tuant 15 d'entre eux. Le groupe d'indiens séminoles de Sonuk Mikko couvre les arrières après la bataille contre le chef Cherokee Stand Watie.

## Conséquences
Le groupe du chef Opothleyahola abandonne toute résistance, et près de 2000 d'entre eux meurent peu après le voyage vers Fort Row, Kansas, la plupart en raison à l'exposition au froid et à la maladie. Les survivants s'installent finalement près du Fort Belmont, où encore plus de membres meurent de l'exposition au froid et à la famine pendant l'hiver.